# Gare de Landelies
La gare de Landelies est une gare ferroviaire belge de la ligne 130A, de Charleroi à Erquelinnes (frontière), située à Landelies section de la commune de Montigny-le-Tilleul dans la province de Hainaut en région wallonne.
Elle est mise en service en 1852 par la Compagnie du chemin de fer de Charleroi à la frontière de France avant d'être reprise par la Compagnie du Nord - Belge en 1854. C'est une halte ferroviaire de la Société nationale des chemins de fer belges (SNCB) desservie par des trains du réseau suburbain de Charleroi (trains S).
L'abbaye d'Aulne, monument faisant partie du patrimoine majeur de Wallonie, est à moins de trois kilomètres de la gare.

## Situation ferroviaire
Établie à 116 m d'altitude, la gare de Landelies est située au point kilométrique (PK) 8,00 de la ligne 130A, de Charleroi à Erquelinnes (frontière), entre les gares ouvertes de Marchienne-Zone et de Hourpes.

## Histoire
La station de Landelies est mise en service, le 6 novembre 1852, par la Compagnie du chemin de fer de Charleroi à la frontière de France, lorsqu'elle ouvre à l'exploitation sa ligne de Charleroi-Sud à Erquelinnes. Elle devient une gare de la Compagnie du Nord - Belge lorsqu'elle reprend l'exploitation de la ligne le 1er janvier 1854.

## Service des voyageurs

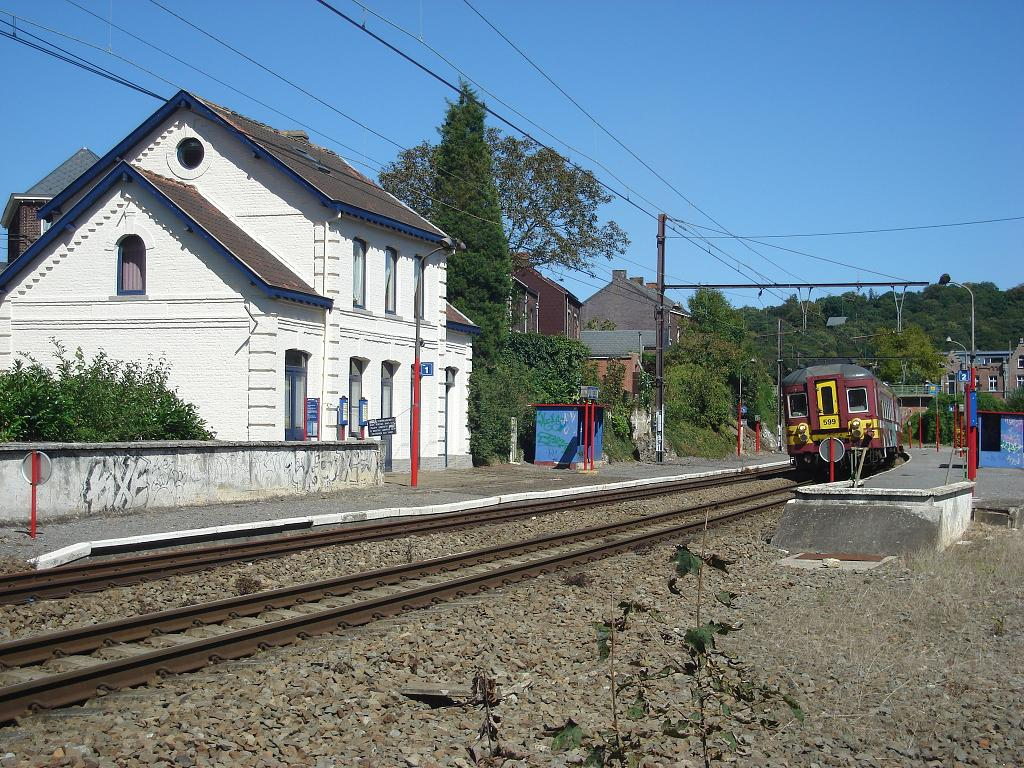
Arrivée d'un train.

### Accueil
Halte SNCB, c'est un point d'arrêt non géré (PANG) à accès libre. Elle comporte deux quais avec abris.
Un souterrain permet la traversée des voies et le passage d'un quai à l'autre.

### Desserte
Landelies est desservie par des trains Suburbains (S) de la SNCB, qui effectuent des missions sur la ligne 130A Charleroi - Erquelinnes en tant que ligne S63 du RER de Charleroi (voir brochure SNCB de la ligne 130A).
En semaine, la desserte cadencée à l'heure est constituée de trains S63 entre Maubeuge ou Erquelinnes et Charleroi-Central renforcés par trois trains P ou S63 supplémentaires d’Erquelinnes à Charleroi-Central (deux le matin, un l’après-midi) et trois trains S63 supplémentaires de Charleroi-Central à Erquelinnes (un le matin, deux l’après-midi).
Les week-ends et jours fériés, la desserte est uniquement constituée de trains S63 entre Maubeuge et Charleroi-Central circulant toutes les deux heures.

### Intermodalité
Le stationnement des véhicules est possible à proximité du côté de la rue de Cousolre. Un arrêt de bus de la ligne TEC 173 est située rue de Leernes, à environ 300 mètres, près du centre du village.

## Comptage voyageurs
Le graphique et le tableau montrent le nombre de passagers qui en moyenne embarquent durant la semaine, le samedi et le dimanche.
| Nombre de voyageurs qui embarquent à la gare de Landelies | Nombre de voyageurs qui embarquent à la gare de Landelies | Nombre de voyageurs qui embarquent à la gare de Landelies | Nombre de voyageurs qui embarquent à la gare de Landelies |
|                                                           | Semaine                                                   | Samedi                                                    | Dimanche                                                  |
| --------------------------------------------------------- | --------------------------------------------------------- | --------------------------------------------------------- | --------------------------------------------------------- |
| 1977                                                      | 125                                                       | 55                                                        | 41                                                        |
| 1978                                                      | 129                                                       | 30                                                        | 13                                                        |
| 1979                                                      | 129                                                       | 50                                                        | -                                                         |
| 1980                                                      | 182                                                       | 52                                                        | 67                                                        |
| 1981                                                      | 146                                                       | 66                                                        | 47                                                        |
| 1982                                                      | 182                                                       | 65                                                        | 45                                                        |
| 1983                                                      | 171                                                       | 32                                                        | 42                                                        |
| 1984                                                      | 157                                                       | 59                                                        | 38                                                        |
| 1985                                                      | 154                                                       | 42                                                        | 50                                                        |
| 1986                                                      | 145                                                       | 66                                                        | 24                                                        |
| 1987                                                      | 142                                                       | 55                                                        | 25                                                        |
| 1988                                                      | 148                                                       | 41                                                        | 29                                                        |
| 1989                                                      | 180                                                       | 42                                                        | 28                                                        |
| 1990                                                      | 137                                                       | 34                                                        | 17                                                        |
| 1991                                                      | 128                                                       | 44                                                        | 38                                                        |
| 1992                                                      | 130                                                       | 29                                                        | 35                                                        |
| 1993                                                      | 125                                                       | 34                                                        | 17                                                        |
| 1994                                                      | 126                                                       | 33                                                        | 22                                                        |
| 1995                                                      | 113                                                       | 25                                                        | 26                                                        |
| 1996                                                      | 110                                                       | 11                                                        | 15                                                        |
| 1997                                                      | 130                                                       | 23                                                        | 17                                                        |
| 1998                                                      | 96                                                        | 25                                                        | 20                                                        |
| 1999                                                      | 75                                                        | 22                                                        | 14                                                        |
| 2000                                                      | 112                                                       | 26                                                        | 14                                                        |
| 2001                                                      | 98                                                        | 18                                                        | 14                                                        |
| 2002                                                      | 90                                                        | 26                                                        | 34                                                        |
| 2003                                                      | 83                                                        | 14                                                        | 12                                                        |
| 2004                                                      | 91                                                        | 17                                                        | 25                                                        |
| 2005                                                      | 91                                                        | 31                                                        | 26                                                        |
| 2006                                                      | 78                                                        | 18                                                        | 12                                                        |
| 2007                                                      | 97                                                        | 18                                                        | 12                                                        |
| 2008                                                      | -                                                         | -                                                         | -                                                         |
| 2009                                                      | 91                                                        | 18                                                        | 18                                                        |
| 2010                                                      | -                                                         | -                                                         | -                                                         |
| 2011                                                      | -                                                         | -                                                         | -                                                         |
| 2012                                                      | 87                                                        | 12                                                        | 16                                                        |
| 2013                                                      | 84                                                        | 16                                                        | 14                                                        |
| 2014                                                      | 74                                                        | 11                                                        | 14                                                        |
| 2015                                                      | 77                                                        | 10                                                        | 29                                                        |
| 2016                                                      | 75                                                        | 13                                                        | 18                                                        |
| 2017                                                      | 66                                                        | 18                                                        | 17                                                        |
| 2018                                                      | 75                                                        | 23                                                        | 14                                                        |
| 2019                                                      | 59                                                        | 12                                                        | 9                                                         |
| 2020                                                      | 55                                                        | 16                                                        | 10                                                        |
| 2021                                                      | -                                                         | -                                                         | -                                                         |
| 2022                                                      | 70                                                        | 46                                                        | 35                                                        |
| 2023                                                      | 78                                                        | 8                                                         | 12                                                        |
| 2024                                                      | 81                                                        | 11                                                        | 14                                                        |